# サミット学園
サミット学園（さみっとがくえん）は1993年6月1日から1996年3月30日まで朝日新聞の夕刊で連載されていた四コマ漫画である。作者は山井教雄（作者名は「No-rio」と表記）。
それまで連載されていた園山俊二の「ペエスケ」が作者の病気休載後、再開されず作者が逝去したためにそのまま打ち切られていたため、四コマ漫画不在となっていた夕刊に新たに連載の四コマ漫画としてスタートした。

## 概要
パリのインターナショナルスクールが舞台となり、日本人の小学三年生であるジロー君が転校してくる設定でスタート。ジロー君の日常と、クラスメイトである時の要人を茶化した風刺の両面を描いた作品であった。最終回はジロー君が日本に帰るというエピソードが描かれた。
連載開始後ほどなく、「いかにも朝日新聞らしい国際親善をうたった漫画で、漫画としてちっとも面白くない」と、呉智英に批判された。同時代のその他の反響としては、片山まさゆき「SWEET三国志」で、ネタ元として隠し持っていた朝日新聞を劉備に見咎められた孔明が「サミット学園のファンで、切り抜いて集めてるんスよ(以下手書きで)いやそれはもう、すごいんだ、この4コマ」と言い訳する場面で揶揄された（一見褒めているようだが、特に同時代にはこれだけで皮肉が通じた）。
作者の山井は後にインタビューで「朝日新聞夕刊の４コマ漫画を担当しろと言われました。とてもハードな仕事で、３年で音を上げました。４コマ漫画は向いていないようです。」と回想している。